# Alla rosa (EP)
Alla rosa är en EP av Galenskaparna och After Shave från 1987. Sången "Alla rosa" är skriven av Claes Eriksson och ingick ursprungligen i revyn Cyklar.

## Låtlista
1. "Alla rosa"
2. Början

Sång: Per Fritzell och Peter Rangmar Kör: Kerstin Granlund, Anders Eriksson och Knut Agnred.